# Spider Murphy Gang
Le Spider Murphy Gang est un groupe de rock 'n' roll allemand, originaire de Munich. Il est surtout connu pour sa chanson Skandal im Sperrbezirk. Il est formé en 1977 par le chanteur Günther Sigl avec Gerhard Gmell (alias Barny Murphy), Michael Busse et Franz Trojan. Plusieurs de leurs chansons utilisent du dialecte bavarois.

## Biographie
Le banquier Günther Sigl forme en 1977, avec l'artisan en télécommunication Barny Murphy, le batteur Franz Trojan et l'étudiant en physique Michael Busse le Spider Murphy Gang. Le nom vient du gangster fictif Spider Murphy, issu de la chanson Jailhouse Rock d'Elvis Presley (« …Spider Murphy played the tenor saxophone, Little Joe was blowin' on the slide trombone. The drummer boy from Illinois went crash, boom, bang, the whole rhythm section was the Purple Gang… »). Cette même expression se trouve également dans une chanson écrite par Larry Kirwan du groupe irlandais Black 47 du nom de Forty Deuce. Depuis le début des années 1970 et sous différents noms, comme Dumb - le groupe interprète des morceaux bien connus de rock 'n' roll ayant atteint les classements du Billboard', y compris de nombreux morceaux d'Elvis et Chuck Berry. 
Après plusieurs performances réussies, par exemple au club Memoland, son propriétaire Memo Rhein produit leur premier album, Rock 'n' Roll en 1978. Le présentateur de radio Georg Kostya de Bayerischen Rundfunk prend connaissance du groupe et l’engage pour son émission Rockhaus. Après avoir enregistré le thème musical à la demande de Kostya, ils deviennent rapidement le groupe de Bayerischer Rundfunk. Cela leur permet de se présenter régulièrement à un public plus large avec de nouvelles chansons auto-écrites. Le producteur Harald Steinhauer jouera un rôle de médiateur dans l’épisode de leur premier contrat avec une major. Ainsi, en 1980, le deuxième album Rock 'n' Roll Schuah sort chez EMI. En 1997, l'album Keine Lust auf schlechte Zeiten (produit par Barny Murphy), est publié. 
En juillet 2016, le batteur Paul Dax quitte le groupe. Andreas Keller le suit.

## Membres
- Günther Sigl – chant, basse
- Gerhard Gmell – guitare
- Willie Duncan – guitare, basse, lap steel, mandoline, chant
- Otto Staniloi – saxophone
- Paul Dax – batterie
- Lucky Seuss – claviers

## Discographie
- 1980 : Rock'n'Roll Schuah
- 1981 : Dolce Vita
- 1982 : Tutti Frutti
- 1983 : Spider Murphy Gang live!
- 1984 : Scharf wia Peperoni
- 1985 : Wahre Liebe
- 1987 : Überdosis Rock'n'Roll
- 1989 : In Flagranti
- 1990 : Hokuspokus
- 1997 : Keine Lust auf schlechte Zeiten
- 1997 : Rock'n'Roll Story
- 1999 : Das komplette Konzert
- 2002 : Radio Hitz
- 2004 : Skandal im Lustspielhaus